# Heliophanus mauricianus
Heliophanus mauricianus là một loài nhện trong họ Salticidae.
Loài này thuộc chi Heliophanus. Heliophanus mauricianus được Eugène Simon miêu tả năm 1901.